# Catwalk
Catwalk (1992-1994) – musicalowy serial obyczajowy produkcji kanadyjskiej stworzony przez Alana Levy’ego. Wyprodukowany przez Catrun Productions i Franklin/Waterman Productions,

## Emisja
Światowa premiera serialu miała miejsce 1 października 1992 r. na antenie YTV. Ostatni odcinek serialu został wyemitowany 1 stycznia 1994 r. W Polsce serial nadawany był dawniej na kanale TVP1.

## Obsada
- Lisa Butler jako Sierra Williams (wszystkie 48 odcinków)[1]
- Neve Campbell jako Daisy McKenzie (I seria: 24 odcinki)
- Christopher Lee Clements jako Addie „Atlas” Robinson (I seria: 24 odcinków)
- Paul Popowich jako Jesse Carlson (48 odcinków)
- Keram Malicki-Sanchez jako Johnny Camden (I seria: 24 odcinki)
- Kelli Taylor jako Mary Owens (48 odcinków)
- J.H. Wyman jako Billy K (45 odcinków)
- David Lee Russek jako Frank Cafla (II seria: 24 odcinki)
- Nicole de Boer jako Maggie Holden (II seria: 24 odcinki)
- Rob Stefaniuk jako Benny Doulon (II seria: 23 odcinki)
- Chandra West jako Wendy Leshin (15 odcinków)
- Polly Shannon jako Nina Moore (13 odcinków)
- Ron Lea jako Gus Danzig (13 odcinków)
- Johnie Chase jako Joe Owens (9 odcinków)
- Jackie Richardson jako ciocia Ellen (9 odcinków)
- Brenda Bazinet jako Julia Owens (9 odcinków)
- Miranda de Pencier jako Double J (7 odcinków)
- Jeffrey Max Nicholls jako Adam Ehrlich (6 odcinków)
- Tracey Cook jako Pamela Katon (6 odcinków)
- Jamie Walters jako Jeff Kuzak (6 odcinków)
- Michael A. Miranda jako Tony Peeler (5 odcinków)
- Victor Ertmanis jako Eddie Camden (4 odcinki)
- Christopher Bondy jako Stanley Carlson (4 odcinki)
- Alex Appel jako Heidi (4 odcinki)
- Andre Mayers jako R.R. Reynolds (3 odcinki)
- Suanne Hastings jako kelnerka/barmanka (3 odcinki)
- Phillip Jarrett jako Nathaniel (3 odcinki)
- Peter Outerbridge jako Zane Platt (3 odcinki)
- Joseph Scoren jako Speech (2 odcinki)
- Len Doncheff jako p. Rentwitz (2 odcinki)
- Laura Press jako pani Carlson (2 odcinki)

## Nagrody i nominacje
Łącznie serial uzyskał 2 wygrane i 2 nominacje opisane poniżej:

### Gemini Awards
- 1994 – Jackie Richardson - nominacja w kategorii Best Performance by an Actress in a Supporting Role
- 1994 – Jorge Montesi - nominacja w kategorii Best Direction in a Dramatic or Comedy Series
- 1994 – Jerry Ciccoritti - wygrana w kategorii Best Direction in a Dramatic or Comedy Series

### Canadian Society of Cinematographers Awards
- 1994 – John Holosko - wygrana w kategorii Best Cinematography in TV Series[2]